# Resina

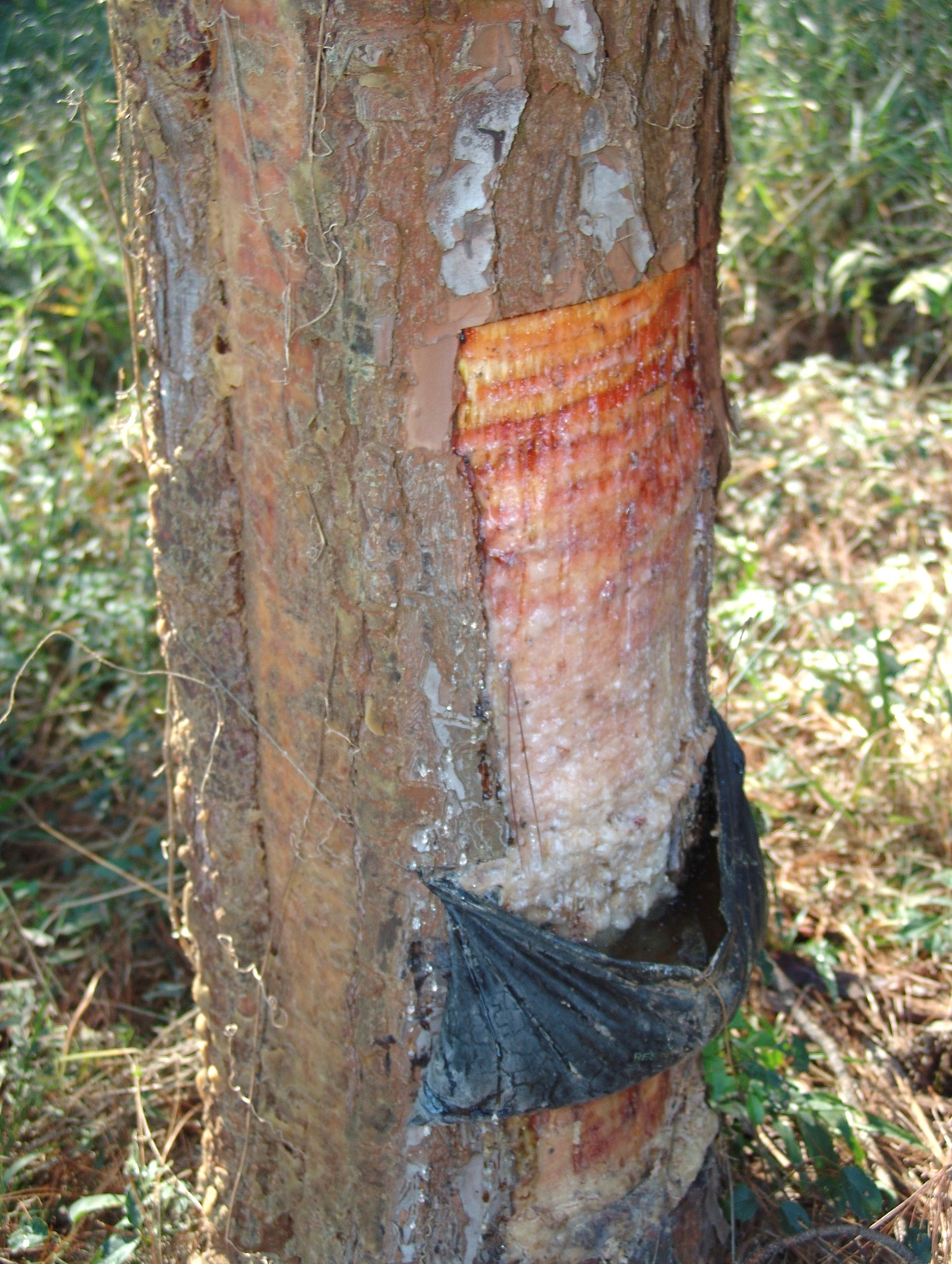
Retirada de resina de Pinus em Avaré

A resina é uma secreção formada especialmente em canais de resina de algumas plantas como, por exemplo, árvores coníferas. Numa ferida na casca da árvore, a resina escoa lentamente, endurecendo por exposição ao ar. De outra forma pode ser obtida fazendo talhos na casca ou madeira da planta.

## Descrição

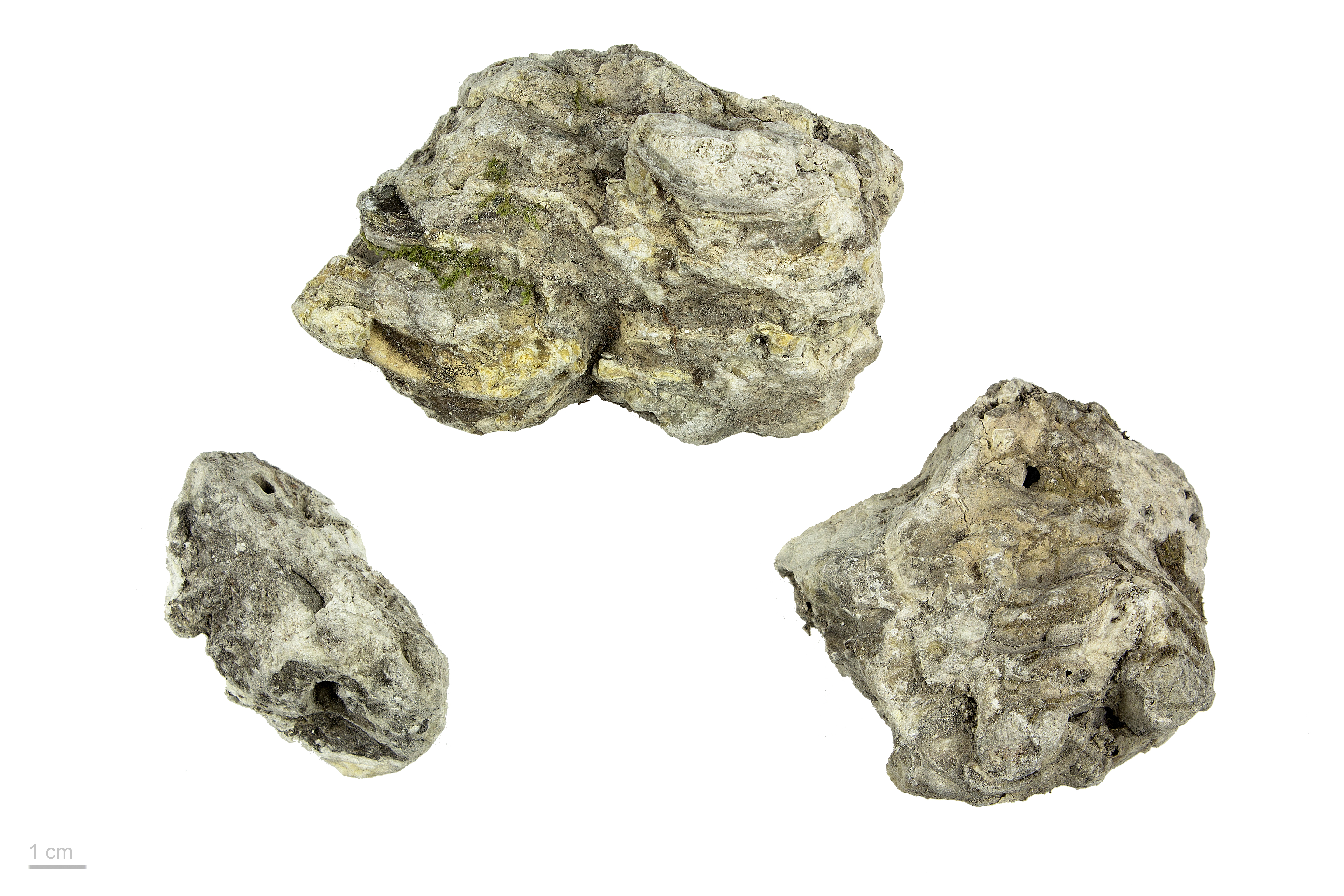
Protium Sp. - MHNT

As plantas produzem resinas por várias razões cujas importâncias relativas são debatidas. Sabe-se que as resinas cicatrizam as feridas da planta, matam insetos e fungos e permitem que a planta elimine acetatos desnecessários.
Determinadas resinas são obtidas em uma condição fossilizada, sendo o âmbar o mais notável exemplo desta classe; O copal do México e a goma kauri da Nova Zelândia são obtidos também em uma condição semi-fóssil. As resinas que são obtidas de exsudações naturais são formadas por diferentes ácidos, chamados ácidos da resina, que se dissolvem em solução alcalina formando "sabões de resina", de que os ácidos de resina são regenerados pelo tratamento com ácidos.
As resinas são relacionadas aos terpenos, com os quais ocorrem nas plantas e dos quais são produtos da oxidação. Os exemplos de ácidos de resina são ácido abiético (sílvico), C20H30O2, ocorrendo em  colofônio, e ácido pimárico, C20H35O2, um componente da "resina gallipot". O ácido abiético pode ser extraído do colofônio por meio do álcool quente; cristaliza em folhas e, em oxidação, produzem o ácido trimelítico, ácido isoftálico e ácido terébico. O ácido pimárico assemelha-se ao ácido abiético quando destilado a vácuo; supõe-se que consiste de três isômeros.

## Tipos
As resinas quando flexíveis são conhecidas como oleorresinas (complexos vegetais constituídos basicamente de resina e óleo essencial, presentes no gengibre, no pinheiro, na copaíba, a terebintina, o benjoim e o bálsamo-do-peru; quando contêm ácido benzoico ou ácido cinâmico, são chamadas bálsamos.  Outras secreções resinosas que, em suas condições naturais, encontram-se misturadas a gomas ou a substâncias mucilaginosas, são conhecidas como resinas de goma.
A concepção geral de uma resina é a de um corpo não cristalino, insolúvel na água, na maior parte solúvel em álcool, óleos essenciais, éter e óleos quentes, amaciando e derretendo sob a influência do calor, não capaz de sublimação e queimando-se com uma chama brilhante mas fumegante. Uma resina típica é uma massa transparente ou translúcida, com uma fratura vidrosa e uma cor fraca amarela ou marrom (castanho), não-perfumada ou tendo somente um odor ligeiro de terebentina. Muitas resinas, entretanto, são compostas de uma mescla com óleos essenciais e têm odores distintos e característicos.
As resinas transparentes duras, tais como os copals, dammars, mastic e sandarach, são usadas principalmente para vernizes e cimento, enquanto as mais macias (oleorresinas perfumadas) (frankincense, terebentina, copaíba) e as resinas de goma, que contêm óleos essenciais (ammoniacum, assafétida, gamboge, mirra, e escamônio), são na maioria usadas para finalidades terapêuticas e incenso. Âmbar é uma resina fóssil.

## Resina sintética
As resinas sintéticas são polímeros preparados via processos de polimerização por adição ou por condensação. São amplamente utilizadas, na forma de soluções ou dispersões, na produção de tintas (a resina é o veículo responsável pelo brilho e pelas propriedades físicas do filme após a secagem) e adesivos.
Uma segunda classificação refere-se ao tipo de comportamento após a aplicação:
- Termofixas: Resinas que sob a ação do calor sofrem um processo de reticulação interna (crosslinking), o que é tecnicamente chamado de processo de cura. O filme final é insolúvel em solventes.
  - Este processo de cura é promovido através do uso de grupos funcionais reativos (sistemas mono ou poli componentes). Ex: cura do filme de uma resina acrílica hidroxilada com uma resina melamina-formaldeído a 140 °C (processo utilizado na maioria das montadoras de veículos do Brasil).

- Termoplásticas: Resinas cujo processo de formação de filme ocorre exclusivamente pela secagem física (evaporação de solventes). Se o filme final for exposto aos solventes adequados será solubilizado novamente. Geralmente são utilizadas resinas acrílicas com alta temperatura de transição vítrea (Tg), comumente chamadas "lacas acrílicas".
  - Este tipo de sistema não é muito utilizado na produção de tintas devido a sua baixa performance quanto a resistência aos solventes e a excessiva emissão de VOC (sigla para Volatile Organic Compounds, ou compostos orgânicos voláteis). Estas resinas precisam ter um peso molecular muito alto, o que demanda uma quantidade excessiva de solventes a fim de obter uma viscosidade de aplicação adequada.

## Classes de resinas
No Brasil, as principais classes de resinas utilizadas em tintas atualmente são:
- Acrílica: Utilizadas principalmente a formulação de tinta látex, para pintura arquitetônica.
- Vinílica: Idem à acrílica.
- Poliester: Utilizadas em basecoats automotivos.
- Alquídica: Resinas de baixo custo e baixa resistência química, produzida a partir de óleos vegetais modificados.
- Melamina-formaldeído: Utilizadas em sistemas de cura em estufa (120-180 °C), em conjunto com outras resinas hidroxiladas, como alquídicas e acrílicas.
- Epóxi: utilizadas em diversas aplicações, principalmente industriais, com excelentes propriedades físicas e químicas (exemplo: adesão).
- Poliuretana: Utilizada em pintura e repintura automotiva por apresentar melhor resistência à radiação ultravioleta.
- Nitrocelulose: Extremamente utilizada na forma de laca como seladora para madeira, primers para repintura automotiva e principalmente impressões de embalagens flexíveis e esmaltes de unha.